# Bolderslev og Uge Skov
Bolderslev og Uge skove er et 156 hektar stort løvskovsområde sydvest for Åbenrå lige vest for motorvej E45. Skovene blev i forbindelse med  er naturfredning opkøbt af staten, og udgør Natura 2000-område nr. 96 Bolderslev Skov og Uge Skov.
Bolderslev og Uge Skov blev  fredet i 1999 af Naturklagenævnet som nogle af de første skovfredninger, i henhold til den danske naturskovsstrategi.  Skovene skal overgå til urørt skov, og det betyder, at de skal have lov til at passe sig selv – Danmarks svar på urskove. Fredningen medførte, at Skov- og Naturstyrelsen opkøbte hele arealet.
De landbrugsjorde, der ligger nær ved eller inde i fredningen, skal enten overgå til våd eng eller græsningseng. Der har været drænet i de fleste skove herhjemme, også Bolderslev og Uge, men det skal ophøre, så våde enge og sumpskov bliver mere udbredt fremover.

## Landskabet
De fredede skove ligger lige på hovedopholdslinjen. Her  standsede isen i den seneste istid op og smeltede. Nogle steder dannedes dødishuller – enorme isklumper – der havde mistet kontakten med isfronten, der gennem hundredvis af år smeltede og efterlod et landskab præget af dybe lavninger. Andre steder er det randmorænen, altså den forreste del af isfronten, der har flyttet rundt på sten, jord og sand og efterladt et bakket landskab. Skovene har flere kalkrige søer og vandhuller.
Netop beliggenheden af israndslinjen har været bestemmende for placering af jernbane og motorvej. Begge trafiklinjer ligger lige vest for israndslinjen, og lige øst for skovene, dér hvor smeltevandet fossede mod vest og glattede landskabet ud. Det efterlod et fladt landskab, bekvemt at bygge huse på, og anlægge jernbaner og veje.

## Kulturhistorie
Omkring Aabenraa har tidligere ligget et stort og sammenhængende løvskovsområde. Dengang, for 300 år siden, var også Bolderslev og Uge skove meget større end de er i dag. De store skove var ikke sammenhængende, men lå som grønne mosaikker afvekslende med åbne landskaber.
Siden har den sønderjyske motorvej skåret sig tværs igennem området og er i dag en barriere for dyr og planter.
I Bolderslev Skov er der afmærkede vandreruter på 4,5 og 2,5 kilometer, med udgangspunkt fra parkeringspladsen på Bolderslevskovvej vest for skoven.  

## Plantelivet
Skovene har altid været ekstensivt drevet, og det har skabt gode betingelser for stor artsmangfoldighed. Her er mange forskellige træarter: Lind, eg, bøg, rødel, birk, avnbøg, bævreasp, ask, elm, røn, skovæble, hassel, kristtorn, tjørn og tørst.
Blandt de mere sjældne arter er småbladet lind, der i Bolderslev og Uge skove har en af sine største bestande i Danmark. Også den uhyre sjældne storbladet lind findes i skovene.
Der er registreret ikke færre end 300 forskellige træer og urter. Busken sort pil og engblomme er blandt de mere sjældne. Orkideerne skovhullæbe , ægbladet fliglæbe , skovgøgelilje og tyndakset gøgeurt er også at finde i fredningen.

## Dyrelivet
En urørt naturskov vil også automatisk betyde mange forskellige dyrearter. De fugle, der anlægger reder i træstammer, har mange valgmuligheder, når der er mange døende og rådnende træer i skoven. Stor flagspætte og korttået træløber er blandt dem. Træløberen har sin tætteste bestand i Danmark i egnen omkring Bolderslev og Uge skove. De lidt mere sjældne arter af rovfugle som duehøg og rød glente yngler i skovene. Den røde glente er en meget elegant rovfugl og den eneste med kløftet hale. Den holder ofte til ved den nærliggende motorvej. Den spiser ådsler og ses ofte af forbipasserende bilister under dens søgen efter døde dyr i rabatterne.
Som i andre fredninger – blandt andet Røllum Skov på den østlige side af motorvejen – er der også stor vandsalamander og bjergsalamander i skovene.

## Eksterne kilder og henvisninger
1. ↑  Om fredningen på fredninger.dk
2. ↑  Folder om skovene udgivet af Naturstyrelsen 2009

- Naturplanen Arkiveret 23. marts 2017 hos  Wayback Machine
- Basisanalysen 2016-21 Arkiveret 13. marts 2017 hos  Wayback Machine

|  | Denne artikel om lokaliteten Bolderslev og Uge Skov kan blive bedre, hvis der indsættes et (bedre) billede. Du kan hjælpe ved at afsøge Wikimedia Commons for et passende billede eller lægge et op på Wikimedia Commons med en af de tilladte licenser og indsætte det i artiklen. |

55°00′N 9°22′Ø / 55°N 9.36°Ø